# Eratoneura lusoria
Eratoneura lusoria är en insektsart som först beskrevs av Van Duzee 1924.  Eratoneura lusoria ingår i släktet Eratoneura och familjen dvärgstritar. Inga underarter finns listade i Catalogue of Life.